# Рине
Рине (пол. Rynie, нім. Ringen) — село в Польщі, у гміні Велички Олецького повіту Вармінсько-Мазурського воєводства.
Населення — 33 особи (2011).
У 1975-1998 роках село належало до Сувальського воєводства.

## Демографія
Демографічна структура станом на 31 березня 2011 року:
|          | Загалом | Допрацездатний вік | Працездатний вік | Постпрацездатний вік |
| -------- | ------- | ------------------ | ---------------- | -------------------- |
| Чоловіки | 16      | 4                  | 8                | 4                    |
| Жінки    | 17      | 4                  | 8                | 5                    |
| Разом    | 33      | 8                  | 16               | 9                    |